# Valérie Barlois
Valérie Barlois-Mevel-Leroux (Melun, 28 maggio 1969) è un'ex schermitrice francese, vincitrice di una medaglia d'oro e di una d'argento nella scherma ai giochi olimpici. Vincitrice anche di una Coppa del Mondo di scherma.